# 牧田実夫
牧田 実夫（まきた じつお、1919年（大正8年）11月18日 - 2011年（平成23年）7月23日）は、昭和から平成時代の政治家。鳥取県倉吉市長。

## 経歴
鳥取県久米郡倉吉町（現・倉吉市）出身。1937年、鳥取県立倉吉農学校（現・鳥取県立倉吉農業高等学校）を卒業。
1951年、倉吉町議会議員に初当選。町議会議員1期、市議会議員5期、鳥取県議会議員3期を務めた。1982年、倉吉市長に当選。1983年、市制施行30周年にあたり第5次総合開発計画、新広域市町村圏計画およびモデル定住圏計画を基本に「中部中核都市づくり」「活力と潤いのあるまちづくり」を目指し、「水と緑と文化のまちづくり」を目標に掲げる。河北地区土地区画整理事業の計画策定に着手。1986年、第1回くらよし女子駅伝競走大会を開催。1987年、河北第2地区土地区画整理事業の計画策定に着手。「緑の彫刻賞」「前田寛治大賞」「菅楯彦大賞」の3賞を創設し、トリエンナーレ方式により3年間でそれぞれの特別展を開催。郷土作家の顕彰と地方文化の振興に尽力した。1989年、打吹太鼓を創設。
1990年に倉吉市長を退任。その後は倉吉文化団体協議会の会長として文化の振興に寄与した。
2011年7月23日、老衰のため死去。91歳没。

## 栄典
- 1990年 - 勲三等瑞宝章[1]
- 2011年 - 倉吉市名誉市民[3]